# Peter Prevc
Peter Prevc (Kranj, 20 de setembro de 1992) é um saltador de esqui da Eslovênia.
Prevc representou seu país nos Jogos Olímpicos de Inverno de 2010 em Vancouver, finalizando na 7ª posição no evento de pista normal individual.
Ao lado de Ursa Bogataj, Nika Kriznar e Timi Zacj, conquistou o ouro nas equipes mistas em Pequim 2022.